# Вёсельная улица
Вёсельная улица — улица в Василеостровском районе Санкт-Петербурга. Проходит от Большого до Среднего проспекта Васильевского острова.

## История
Первоначальное название Вёсельная линия известно с 1751 года, дано по находившимся здесь вёсельным складам. С 1821 года распространился современный вариант Вёсельная улица. В 1812—1846 годы параллельно существовало наименование 8—9-я линия Галерной Гавани, но не прижилось.

## Достопримечательности
- Шкиперский сад;
- дом № 2/93 — доходный дом, 1899 г., арх. Михаил Еремеев[2];
- дом № 4 — доходный дом страхового общества «Саламандра», 1905, арх. Н. Н. Верёвкин[2];
- дом № 7/10 — доходный дом, 1904, арх. Владимир Липский[2];
- дом № 10 — в доме жила математик, академик РАН О. А. Ладыженская[3];
- дом № 11 — историческое здание 1898 года постройки, проект гражданского инженера Александра Пашихина[2].